# カタリナ (小惑星)
カタリナ (320 Katharina) は小惑星帯にある小さな小惑星の一つ。エオス族に分類される。
1891年10月11日にウィーンでヨハン・パリサによって発見され、パリサの母親の名前がつけられた。